# Ukrainische Fußballnationalmannschaft (U-21-Männer)
Die ukrainische U-21-Fußballnationalmannschaft ist eine Auswahlmannschaft ukrainischer Fußballspieler. Sie unterliegt der Federazija Futbolu Ukrajiny und repräsentiert ihn auf der U-21-Ebene, in Freundschaftsspielen gegen die Auswahlmannschaften anderer nationaler Verbände, aber auch bei der Europameisterschaft des Kontinentalverbandes UEFA. Spielberechtigt sind Spieler, die ihr 21. Lebensjahr noch nicht vollendet haben und die ukrainische Staatsangehörigkeit besitzen. Bei Turnieren ist das Alter beim ersten Qualifikationsspiel maßgeblich.

## Geschichte
Die ukrainische Nationalmannschaft wurde Anfang 1992 nach der Auflösung der Sowjetunion und der Unabhängigkeitserklärung der Ukraine gegründet. Das erste Freundschaftsspiel wurde am 28. Oktober 1992 gegen die Auswahl von Belarus bestritten. Die ersten Pflichtspiele erfolgten jedoch erst 2 Jahre später, als das Team an der Qualifikation zur U-21-Fußball-Europameisterschaft 1996 teilgenommen hatte.
Teilnahme bei U-21-Europameisterschaften
| 1994 in Frankreich             | nicht qualifiziert |
| 1996 in Spanien                | nicht qualifiziert |
| 1998 in Rumänien               | nicht qualifiziert |
| 2000 in der Slowakei           | nicht qualifiziert |
| 2002 in der Schweiz            | nicht qualifiziert |
| 2004 in Deutschland            | nicht qualifiziert |
| 2006 in Portugal               | Finale             |
| 2007 in den Niederlanden       | nicht qualifiziert |
| 2009 in Schweden               | nicht qualifiziert |
| 2011 in Dänemark               | Vorrunde           |
| 2013 in Israel                 | nicht qualifiziert |
| 2015 in Tschechien             | nicht qualifiziert |
| 2017 in Polen                  | nicht qualifiziert |
| 2019 in Italien und San Marino | nicht qualifiziert |
| 2021 in Slowenien und Ungarn   | nicht qualifiziert |
| 2023 in Rumänien und Georgien  | Halbfinale         |
| 2025 in der Slowakei           | Vorrunde           |

## Trainer
- Wolodymyr Muntjan (1992–1994)
- Wiktor Kolotow (1995)
- Oleksandr Ischtschenko (1996–1997)
- Wiktor Kolotow (1998–1999)
- Wolodymyr Onyschtschenko (1999–2001)
- Anatolij Kroschtschenko (2001–2002)
- Pawlo Jakowenko, Hennadij Lytowtschenko (2002–2004)
- Oleksij Mychajlytschenko (2004–2007)
- Wolodymyr Muntjan (2008)
- Pawlo Jakowenko (2008–2012)
- Serhij Kowalez (2013–2015)